# Wolnomularz Polski
Wolnomularz Polski – wydawane w Warszawie od początku lat 90. XX wieku niezależne pismo wolnomularskie początkowo związane z Wielkim Wschodem  Polski i Universala Framasona Ligo. Początkowo wydawcą była Agencja Promocyjno-Wydawnicza „Akacja”, a następnie od 50. numeru wydanego w 2012 Agencja Wydawniczo-Promocyjno-Wydawnicza OPOKA.
Wydawcą i pierwszym redaktorem naczelnym pisma był Adam Witold Odrowąż-Wysocki, zaś pierwszą Radę Programową pisma tworzyli: Ludwik Hass, Maria Szyszkowska, Andrzej Nowicki oraz Bożena Mirosława Dołęgowska-Wysocka. W grudniu 2016 redaktorką naczelną została dr Bożena Mirosława Dołęgowska-Wysocka, przy współudziale córki Aleksandry Emilii Wysockiej (redakcja internetowa).
Początkowo miesięcznik, później dwumiesięcznik, od wiosny 2012 WP stał się regularnym kwartalnikiem.
W 1997 został wydany niemieckojęzyczny numer „Wolnomularza Polskiego” pod nazwą „Polnischer Freimaurer”.
Jako ostatni ukazał się nr 76/2018.

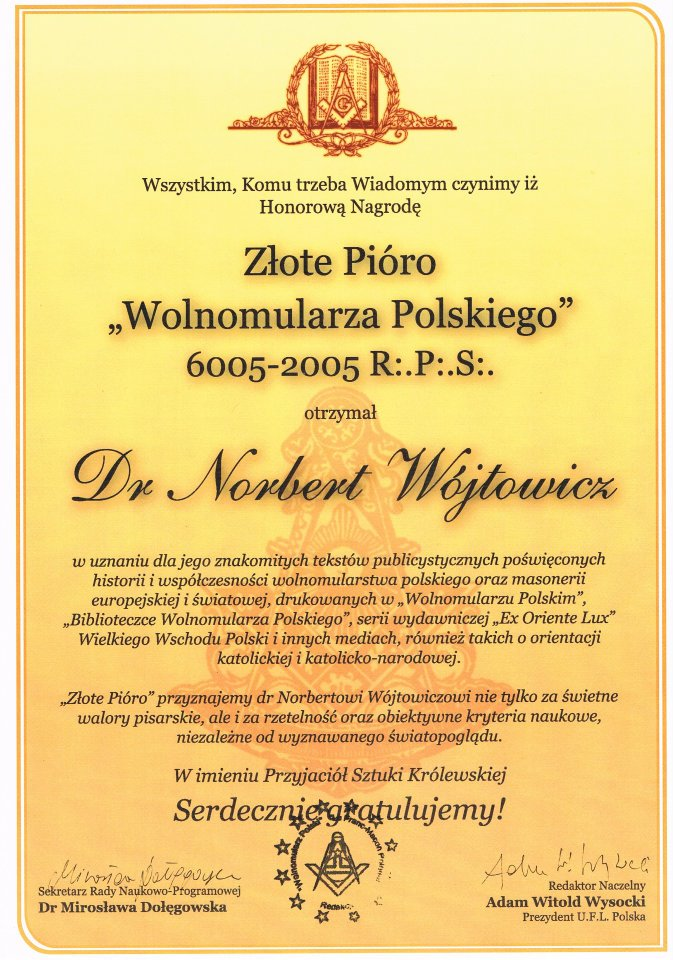
Dyplom nadania Złotego Pióra "Wolnomularza Polskiego" Norbertowi Wójtowiczowi wraz z pełnym uzasadnieniem tego nadania

Od 10 rocznicy ukazywania się pisma redakcja „Wolnomularza Polskiego” przyznawała nagrodę „Złote pióro Wolnomularza Polskiego”, będące wyróżnieniem dla najlepszego autora piszącego na temat masonerii. Laureatami tej nagrody przyznawanej przez środowiska masońskie byli dwaj nie-wolnomularze: Ludwik Hass (2004) i Norbert Wójtowicz (2005). Po dwóch latach regulamin przyznawania „Złotego Pióra” uległ modyfikacji i wyróżnienie to przyznawane było również wolnomularzom. Od tego momentu otrzymali je: Zbigniew Gertych (2006), Andrzej Nowicki (2007) i po kilkuletniej przerwie Tadeusz Cegielski (2012).